# جيري ستاكهاوس
جيري ستاكهاوس (بالإنجليزية: Jerry Stackhouse)‏ مواليد 5 نوفمبر 1974 في كينستون، هو لاعب كرة سلة أمريكي سابق بدأ مسيرته الاحترافية في سنة 1995 لعب مع فريق تورونتو رابتورز في الرابطة الوطنية لكرة السلة. يبلغ طوله 6 قدم 6 بوصة (2.0 م). اعتزل اللعب في 2013.

## فرق لعب لها
- فيلادلفيا سفنتي سيكسرز
- ديترويت بيستونز
- واشنطن ويزاردز
- دالاس مافيريكس
- ميلووكي باكز
- ميامي هيت
- أتلانتا هوكس
- بروكلين نتس

## روابط خارجية
- جيري ستاكهاوس على موقع إن بي أي (الإنجليزية)
- جيري ستاكهاوس على موقع سبورتس رفرنس (الإنجليزية)
- جيري ستاكهاوس على موقع كرة السلة الأوروبية.كوم (الإنجليزية)
- جيري ستاكهاوس على موقع كلية كرة السلة في سبورتس رفرنس.كوم (الإنجليزية)
- جيري ستاكهاوس على موقع ريلجم (الإنجليزية)
- جيري ستاكهاوس على موقع بروبوليرز (الإنجليزية)
- جيري ستاكهاوس على موقع سبورتس رفرنس (الإنجليزية)
- جيري ستاكهاوس على موقع كلية كرة السلة في سبورتس رفرنس.كوم (الإنجليزية)
- جيري ستاكهاوس على موقع قاعة كارولاينا الشمالية للمشاهير الرياضية (الإنجليزية)